# Keller János (labdarúgó)
Keller János (Komló, 1954. augusztus 7. –) labdarúgó, hátvéd.

## Pályafutása
1976 és 1981 között a Dunaújvárosi Kohász labdarúgója volt. Az élvonalban 1977. március 5-én mutatkozott be és 105 mérkőzésen szerepelt.